# Molophilus christine
Molophilus christine là một loài ruồi trong họ Limoniidae. Chúng phân bố ở miền Australasia.